# Biskupia Górka
Biskupia Górka (deutsch: Bischofsberg) ist ein Hügel in Danzig (Gdańsk) in Polen, über den die Grenzen dreier Stadtteile verlaufen.

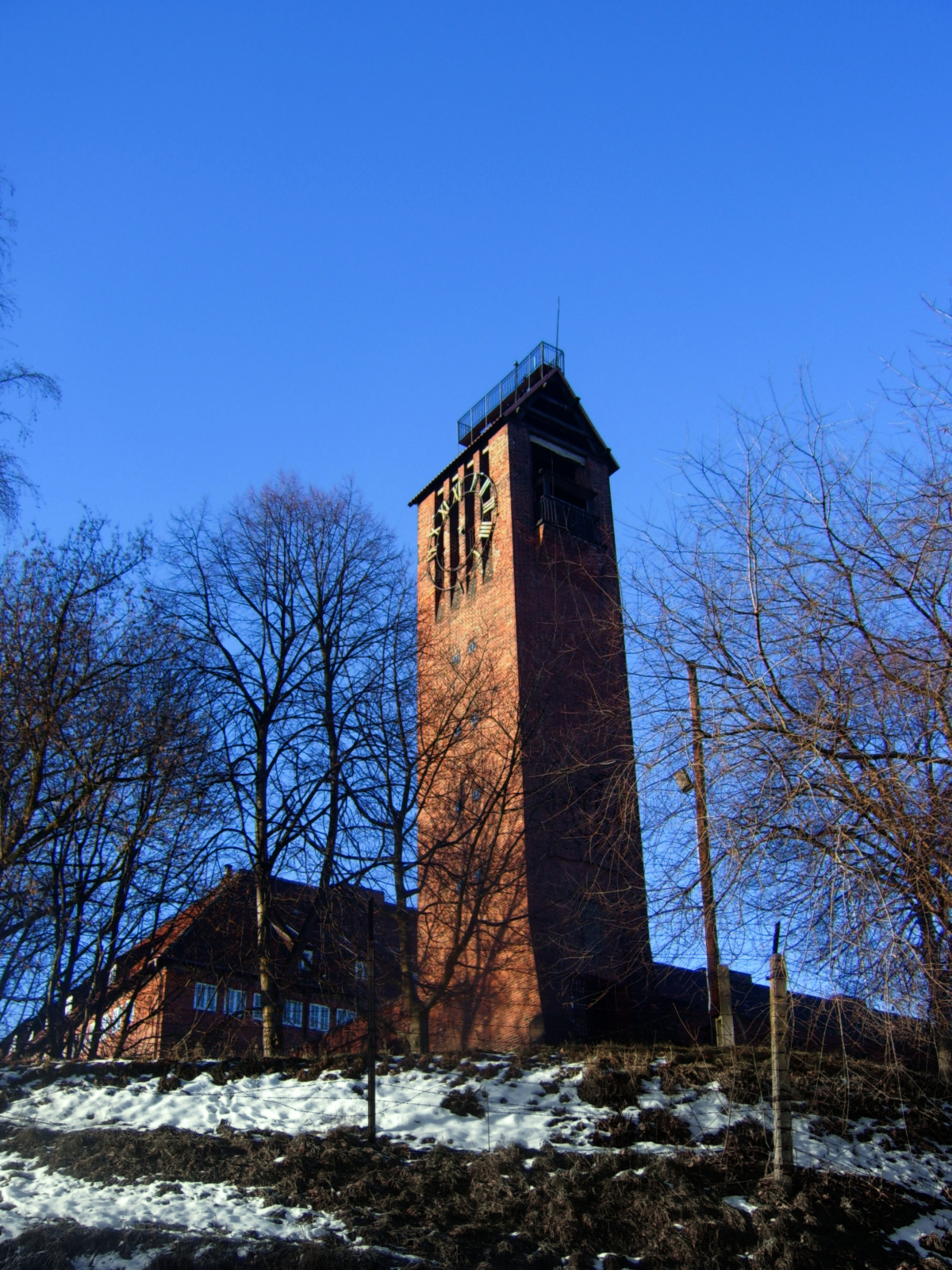
Turmbau der ehemaligen Jugendherberge

## Geschichte
Historisch hatte die Anhöhe nahe dem Stadtkern Danzigs eine große Bedeutung als Verteidigungsanlage. 1940 wurde hier das Paul-Beneke-Haus als Deutschlands größte Jugendherberge eröffnet.
Bekannt wurde der Hügel, weil dort am 4. Juli 1946 insgesamt elf Menschen wegen Kriegsverbrechen, die sie im Konzentrationslager KZ Stutthof begangen hatten, öffentlich hingerichtet wurden, darunter die fünf KZ-Aufseherinnen Gerda Steinhoff, Wanda Klaff, Jenny Wanda Barkmann, Ewa Paradies und Elisabeth Becker. Als Henker fungierten ehemalige Häftlinge des KZ Stutthof. Die Delinquenten waren zuvor von einem Danziger Gericht, das zwischen dem 25. April und dem 31. Mai 1946 getagt hatte, zum Tode verurteilt worden (siehe Stutthof-Prozesse).
Im Jahre 1951 nahm die kommunistische Geheimpolizei Ministerium für Öffentliche Sicherheit (MBP) mit den Kasernen einen Großteil des Bischofsbergs in Besitz. Das MBP wurde im Jahr 1954 zum Komitee für Öffentliche Sicherheit (KdsBP) umbenannt, hieß ab 1956 Staatssicherheitsdienst (SB) und bildete ab 1957 einen Teil der „Bürgermiliz“. Im demokratischen Polen ist der Bischofsberg Standort der Polizei, welche 2013 der Stadt anbot, zusätzlich die Schlupfgänge und zwei Artilleriekeller zu übernehmen.
Der 1620 unterhalb des Hügels an der Radaune als Pestfriedhof angelegte und im 18. Jahrhundert zum zweitbekanntesten Friedhof Danzigs gewordene „Salvator-Friedhof“ wurde 1946 geschlossen und in den 1960er Jahren planiert. Auf dem Gelände wurde eine Schule errichtet.
Koordinaten: 54° 21′ N, 18° 38′ O